# حركة التكنوقراطية

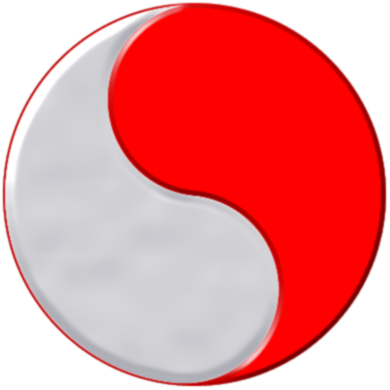

حركة التكنوقراطية هي حركة اجتماعية وأيديولوجية نشأت في أوائل القرن العشرين. كانت التكنوقراطية شائعة في الولايات المتحدة وكندا لفترة وجيزة في أوائل الثلاثينيات، قبل أن تطغى عليها مقترحات أخرى للتعامل مع أزمة الكساد الكبير. اقترحت حركة التكنوقراطية استبدال السياسيين ورجال الأعمال بالعلماء والمهندسين الذين يمتلكون الخبرة التقنية لإدارة اقتصاد البلاد.
كانت الحركة ملتزمة بالامتناع عن جميع الأنشطة الثورية والسياسية. اكتسبت قوة في ثلاثينيات القرن الماضي، لكنها حُظرت في كندا عام 1940 بسبب معارضتها المبدئية المزعومة للحرب العالمية الثانية. رفع الحظر في عام 1943 عندما كان من الواضح أن حركة التكنوقراطية ملتزمة بالجهود الحربية، حتى أنها اقترحت برنامج تجنيد كامل. استمرت الحركة في التوسع خلال الفترة المتبقية من الحرب وشُكلت أقسام جديدة لها في أونتاريو والمقاطعات البحرية.
في سنوات ما بعد الحرب، ربما بسبب تراجع الثقة بالاشتراكية خلال الحرب الباردة، انخفضت معدلات الانتساب لحركة التكنوقراطية وتراجع الاهتمام بها. على الرغم من أن حركة التكنوقراطية غير مهمة نسبيًا في الوقت الحاضر، هي ما تزال مستمرة، حتى أنها مستمرة بنشر نشرتها وما زالت محافظة على موقعها الإلكتروني وتعقد اجتماعات لأعضائها. 

## لمحة عامة
جادل دعاة التكنوقراطية بأن الحكومات والاقتصادات القائمة على أنظمة الأسعار غير قادرة هيكليًا على اتخاذ إجراءات فعالة، وروجوا لمجتمع يرأسه خبراء تقنيون يعتقدون أنه سيكون أكثر عقلانية وإنتاجية.
أدى ظهور الكساد الكبير إلى أفكار مختلفة بشكل جذري للهندسة الاجتماعية، تُوّجت في الإصلاحات التي أدخلتها الصفقة الجديدة. بحلول أواخر عام 1932، كانت مجموعات مختلفة في جميع أنحاء الولايات المتحدة تطلق على نفسها اسم تكنوقراط وتقترح الإصلاحات.
بحلول منتصف الثلاثينيات، كان الاهتمام بحركة التكنوقراطية في تراجع. عزا بعض المؤرخين تراجع حركة التكنوقراطية إلى ظهور صفقة روزفلت الجديدة. يرفض المؤرخ ويليام إي. أكين الاستنتاج القائل بأن أفكار التكنوقراطية تراجعت بسبب جاذبية روزفلت والصفقة الجديدة. بدلًا من ذلك، يجادل أكين بأن الحركة تراجعت في منتصف الثلاثينيات نتيجة فشل التكنوقراطيين في ابتكار «نظرية سياسية قابلة للتطبيق لتحقيق التغيير» (ص .111 التكنوقراط والحلم الأمريكي: حركة التكنوقراطية، 1900-1941 بقلم ويليام إي أكين). يفترض أكين أن العديد من التكنوقراط كانوا غير راضين عن الحركة وكانوا صريحين في التعبير عن عدم رضاهم هذا، كما كان هؤلاء في الغالب متعاطفين مع جهود مناهضي الصفقة الجديدة.

## أصولها
تعود أصول الحركة التكنوقراطية إلى المهندسين التقدميين في أوائل القرن العشرين وكتابات إدوارد بيلامي، إلى جانب بعض الأعمال اللاحقة لثورستين فيبلين مثل «المهندسون ونظام الأسعار» المكتوب عام 1921. ابتكر ويليام إتش سميث، وهو مهندس من ولاية كاليفورنيا، كلمة تكنوقراط في عام 1919 لوصف «حكم الناس الذي أصبح فعالًا من خلال وكالة خادميهم العلماء والمهندسين»، واستخدمت الكلمة في العشرينيات لوصف أعمال ثورستين فيبلين.
تشكلت أولى المنظمات التكنوقراطية بعد الحرب العالمية الأولى، وشملت «الآلة الجديدة» لهنري جانت و «سوفييت التقنيين» لفيبلين. اختفت هذه المنظمات بعد وقت قصير. اقترح كتّاب مثل هنري غانت وثورستين فيبلين وهاورد سكوت أن رجال الأعمال غير قادرين على إعادة تشكيل صناعاتهم بما يخدم المصلحة العامة، وبالتالي يجب إعطاء زمام الأمور للمهندسين فيمسكوا هم الدفة.

## الولايات المتحدة وكندا
أطلق على هاورد سكوت لقب «مؤسس حركة التكنوقراطية» وهو الذي بدأ «التحالف التقني» في نيويورك أواخر العام 1919، وقد كان أغلب أعضاء التحالف من العلماء والمهندسين. بدأ التحالف التقني «مسحًا للطاقة» في أمريكا الشمالية، مسحٌ يهدف إلى توفير خلفية علمية يمكن من خلالها تطوير أفكار حول هيكلية اجتماعية جديدة، لكن انفرط عقد المجموعة عام 1921 قبل استكمال المسح.
في عام 1932، عقد سكوت وآخرون من المهتمين بمشكلات النمو التكنولوجي والتغير الاقتصادي اجتماعًا بمدينة نيويورك. حظيت أفكارهم باهتمام وطني وشكل هاورد سكوت ووالتر روتينستراخ «لجنة عن التكنوقراطية» في جامعة كولومبيا، لكن عمر المجموعة كان قصيرًا، فانقسمت في يناير من العام 1933 إلى مجموعتين أخرتين، «اللجنة القارية للتكنوقراطية» (بقيادة هارولد لوب) و«جمعية التكنوقراطية» (بقيادة سكوت).  شملت المجموعات الأصغر التحالف التقني والآلة الجديدة والجمعية المثالية الأمريكية، لكن بيلامي حقق أكبر نجاح بسبب مواقفه القومية ومخططه لإدارة وطنية لإعادة تنظيم جميع السلع المنتجة والعرض، وفي النهاية زيادة الإنتاج الصناعي بشكل كبير.
في جوهر رؤية سكوت كانت «نظرية الطاقة للقيمة». بما أن المعيار الأساسي المشترك في إنتاج جميع السلع والخدمات هو الطاقة، فقد اعتبر «أن الأساس العلمي الوحيد للنظام النقدي هو الطاقة أيضًا»، وأنه باستخدام مقياس الطاقة بدل القياس النقدي، يمكن إجراء تصميم أكثر كفاءة للمجتمع. ارتدى مسؤولو جمعية التكنوقراطية لباسًا موحدًا، يتكون من «بدلة مصممة بشكل جيد وقميص رمادي وربطة عنق زرقاء»، وكان أفرادها يوجهون التحية لسكوت علنًا.

## خطة التكنوقراط
في منشور نشرته جمعية التكنوقراطية عام 1938، أصدرت المنظمة الرئيسية البيان التالي في تحديد اقتراحها.
التكنوقراطية هي علم الهندسة الاجتماعية، العملية العلمية لكامل الآلية الاجتماعية لإنتاج وتوزيع السلع والخدمات لجميع سكان هذه القارة. لأول مرة في تاريخ البشرية، سيتم ذلك كما تتم العمليات التقنية والهندسية. لن يكون هناك مكان للسياسة أو السياسيين ولا للمالية أو الممولين ولا للابتزاز أو المبتزين. تنص التكنوقراطية على أن هذه الطريقة في تشغيل الآلية الاجتماعية لقارة أمريكا الشمالية باتت إلزامية الآن، لأننا انتقلنا من حالة الندرة إلى وضعنا الحالي حيث نواجه وفرة محتملة نحن محتجزون فيها ضمن ندرة مصطنعة مفروضة علينا من أجل مواصلة نظام الأسعار الذي لا يمكنه توزيع البضائع إلا من خلال وسيلة تبادل. تنص التكنوقراطية على أن السعر والوفرة غير متوافقين؛ كلما زادت الوفرة، كان السعر أصغر. في حالة الوفرة الحقيقية، لا يمكن أن يكون هناك سعر على الإطلاق. لا يمكن تحقيق الوفرة إلا بالتخلي عن مراقبة الأسعار المتداخلة استبدالها بطريقة علمية للإنتاج والتوزيع. ستوزع التكنوقراطية السلع والخدمات من خلال شهادات توزيع تعطى لكل مواطن منذ ولادته وحتى موته. ستشمل خطة التكنوقراطية كامل القارة الأمريكية، من بنما إلى القطب الشمالي، لأن الموارد الطبيعية والحدود الطبيعية لهذه المنطقة تجعلانها وحدة جغرافية مستقلة قائمة بذاتها.

### رزنامة التكنوقراطية
خططت الحركة التكنوقراطية لإصلاح رزنامة العمل من أجل تحقيق هدفها المتمثل بالإنتاج المتواصل، وتعظيم كفاءة وربحية الموارد ووسائل النقل والمرافق الترفيهية، إضافة إلى تجنب «تأثير عطلة نهاية الأسبوع».
بحسب حسابات الحركة، يكفي أن يعمل كل مواطن لدورة من أربعة أيام متتالية، تمتد لأربع ساعات في اليوم، وتليها ثلاثة أيام من الراحة. من خلال «رصف» أيام وساعات العمل لمجموعاتٍ سبع، يمكن تشغيل الصناعة والخدمات على مدار 24 ساعة في اليوم، سبعة أيام في الأسبوع. سيشمل هذا النظام فترات العطلات المخصصة لكل مواطن.

## أوروبا
في ألمانيا قبل الحرب العالمية الثانية، كانت هناك حركة تكنوقراطية قائمة على النموذج الأمريكي الذي قدمته الجمعية التكنوقراطية. كما كان هناك حركة روسية قائمة على بدايات مماثلة لنظيرتها في أمريكا الشمالية.